# Fayetteville, Arkansas
Fayetteville är en stad i den amerikanska delstaten Arkansas med en yta av 115,2 km² och en befolkning, som uppgår till cirka 67 000 invånare (2006).
Staden är belägen i den nordvästra delen av delstaten cirka 80 km nordost om Fort Smith, cirka 30 km öster om gränsen till Oklahoma och 45 km söder om gränsen till Missouri.

## Kända personer från Fayetteville
- Julius Caldeen Gunter, guvernör i Colorado 1917-1919
- Mark Pryor, senator 2003-